# 氟硼酸铜
氟硼酸铜是氟硼酸的二价铜盐，其中包含两个氟硼酸根离子（BF4−）。氟硼酸根的形状为四面体，类似于甲烷。中央的硼原子因为形成了四个共价键，因此具有一个负电荷。它的氧化态为+3。

## 化学性质
氟硼酸铜可以和水或氨作用，形成水合物或氨合物。
加热分解，产生CuF2并放出BF3。
此外，氟硼酸铜在水溶液中的化学性质还体现在铜离子和氟硼酸根离子上，如和氢氧化钠的反应：
Cu(BF4)2 + 2 NaOH → 2 NaBF4 + Cu(OH)2↓